# 賈賈普爾縣
賈賈普爾縣是印度的一個縣，位於該國東部，由奧里薩邦負責管轄，面積2,887平方公里，每年平均降雨量1,014毫米，識字率為72.19%，2001年人口1,900,054，人口密度每平方公里658人。

## 外部連結
- 官方网站
- Non-Govt Web Portal Of Jajpur District （页面存档备份，存于）